# Donji Kozji Dol
Donji Kozji Dol es un pueblo ubicado en el municipio de Trgovište, en el sureste de Serbia. Según el censo de 2002, el pueblo tiene una población de 291 personas.